# Türalihus
Das Türalihus (Bündnerdeutsch für «Türmchenhaus», auch «Türelihus») ist ein herrschaftliches Wohnhaus im Dorfzentrum von Valendas im Kanton Graubünden. Sein Kernbau geht auf das Jahr 1485 zurück. Es ist eines der historisch wertvollsten Gebäude der Gemeinde und steht unter kantonalem Denkmalschutz.

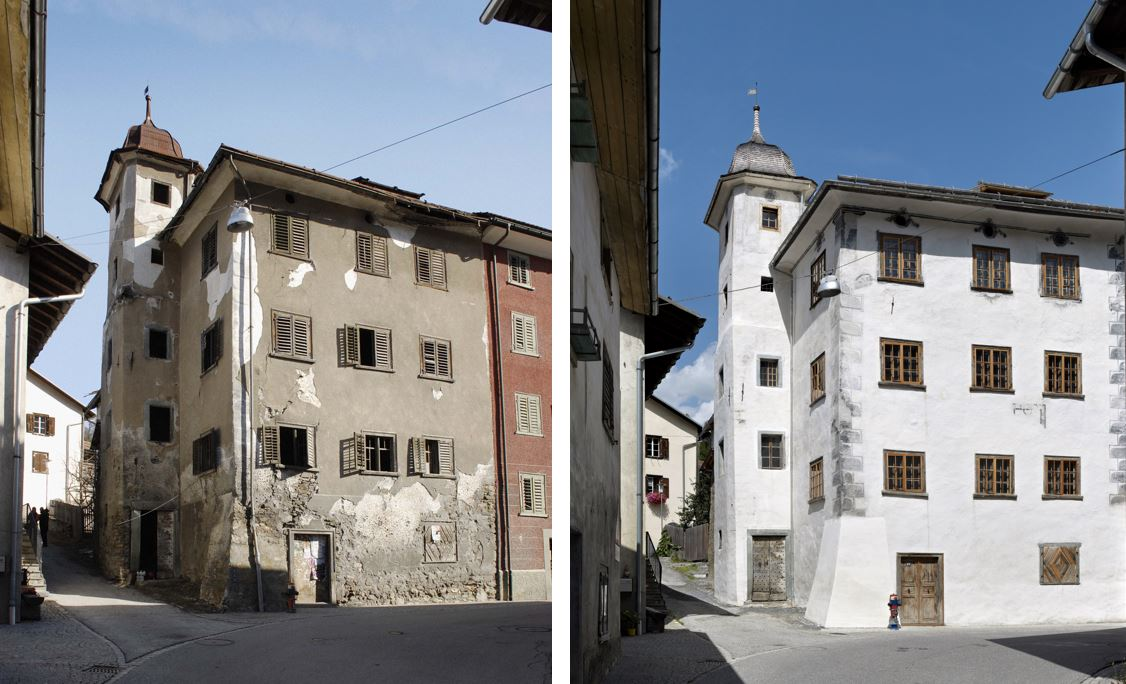
Fassade vor und nach der Restaurierung

## Geschichte

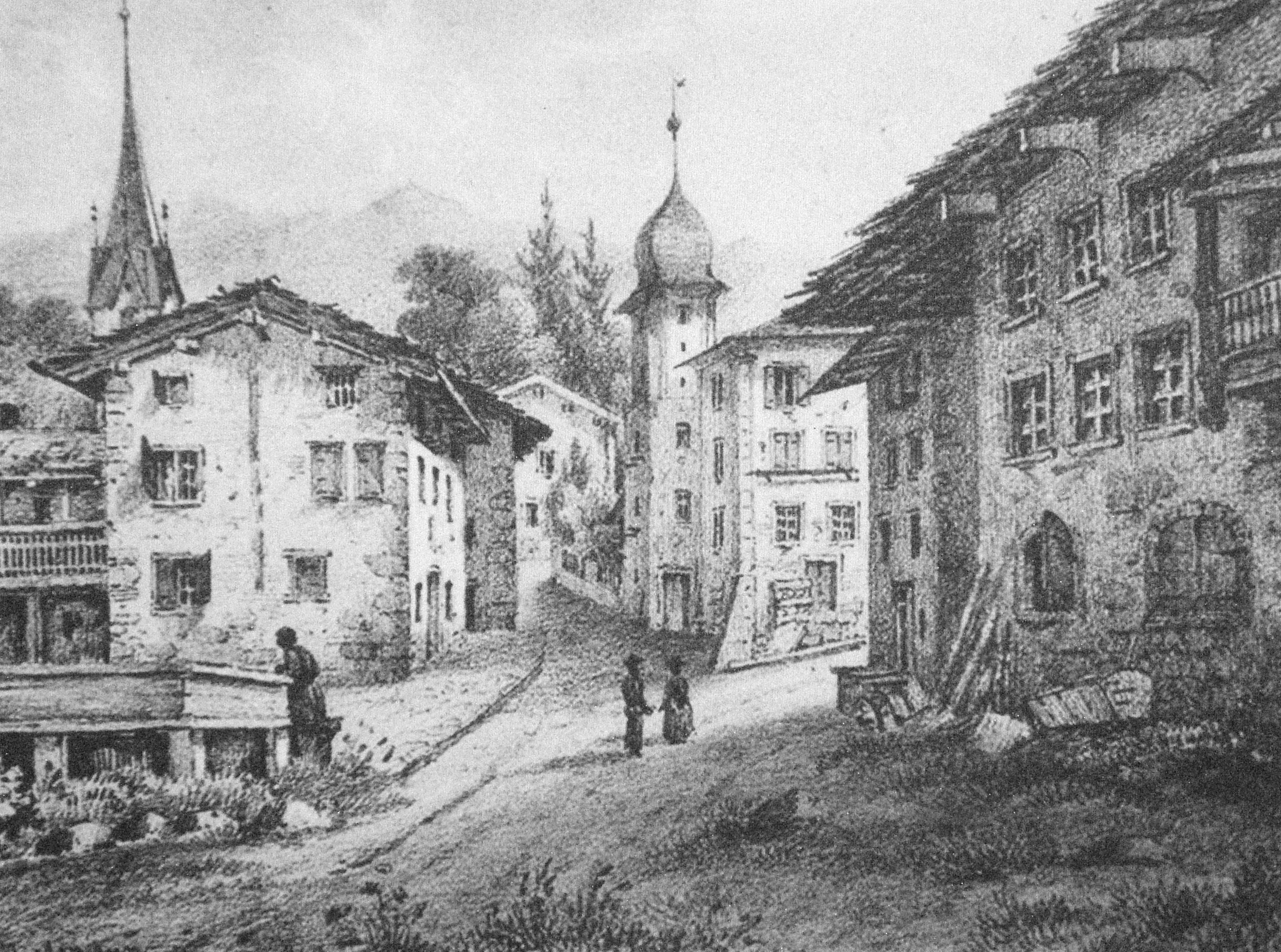
Türalihus auf einer Darstellung von 1860

Es können verschiedene Bauphasen unterschieden werden. Der älteste Teil, ein Wohnhaus mit drei Geschossen, stammt aus dem Jahr 1485. Später wurde an der Nordwand ein Nebengebäude angebaut, das aus einem gemauerten Stall und einem Aufbau in Riegelkonstruktion bestand. 1554 wurde an der Westfassade der untere Teil des bestehenden Treppenturmes angebaut, die Erhöhung des Nordanbaus erfolgte wahrscheinlich gleichzeitig.
Im 18. Jahrhundert kam das Türalihus durch Einheirat in die Familie derer von Arms in den Besitz der angesehenen Familie Marchion. In der letzten, barocken Umbauphase um 1775 erhielt das Gebäude seine heutige Form; der zuvor eher landwirtschaftlich geprägte Bau verwandelte sich dadurch in ein herrschaftliches Wohnhaus.
Dem Haupthaus und dem Treppenturm wurde ein Stockwerk hinzugefügt und der gesamte Gebäudekomplex mit einem neuen Dach gedeckt. Auch die getäferten Stuben im ersten und zweiten Obergeschoss dürften damals eingebaut worden sein: An der Decke findet sich im Allianzwappen „von Marchion – von Arms“ die Jahreszahl 1775.
Bis 1941 blieb das Haus im Besitz der Familie, dann stand es leer und begann zu zerfallen. Das grosse Stubenbuffet wurde verkauft, zeitweise diente ein Raum als Wohnung für den Ziegenhirten, Kinder spielten darin und Jugendliche feierten Partys im Turm. Auch ein Abbruch des Hauses wurde diskutiert; Pläne zur Rettung und Wiederbelebung wurden nie realisiert. Im 20. Jahrhundert wechselte das Türalihus mehrmals den Besitzer, bis es 1973 von Rudolf Olgiati gekauft wurde.
2007 kaufte es die Stiftung Ferien im Baudenkmal.

## Renovation

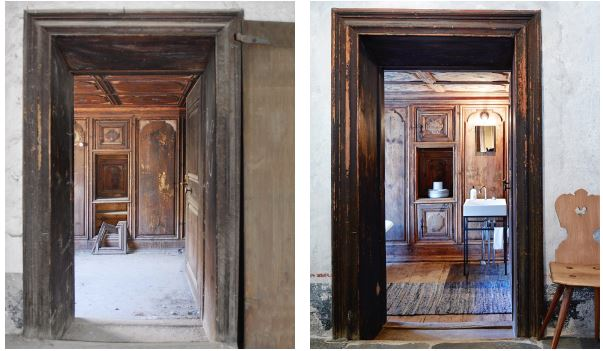
2. Obergeschoss vor und nach der Restaurierung

Nach einigen Jahren des Zerfalls wurden 2011 die Fassade und das Dach renoviert und erneuert, später die Innenräume. Unter dem Verputz kamen Malereien und Verzierungen aus verschiedenen Epochen sowie die Reste einer Sonnenuhr aus dem 18. Jahrhundert zum Vorschein. In Zusammenarbeit mit der Denkmalpflege und dem Bündner Heimatschutz wurde entschieden, welche Spuren gezeigt werden und welche wieder übermalt werden sollten. Die Kosten für die Renovation beliefen sich auf rund CHF 2.3 Mio. Franken. 2007 wurde der Erlös aus dem Verkauf der Schoggitaler unter anderem auch für das Türalihus verwendet. Für die Renovation verantwortlich waren die Ilanzer Architekten Capaul & Blumenthal.
Im ersten Obergeschoss wurde die Raumeinteilung beibehalten, Öfen, Malereien und Täfer wurden sanft renoviert. Gegen die Strasse liegt die Stube mit Turmofen und floralen Motiven an den Wänden. Die Schlafräume liegen im hinteren Teil des Hauses in den ehemaligen Lagerräumen. Die alte Feuerstelle in der Küche wurde mit neuen Elementen ergänzt. Ein Bad wurde eingebaut.
Die heute obere Wohnung besteht aus dem zweiten und dritten Obergeschoss. Im zweiten Obergeschoss liegt nach Süden eine herrschaftliche Stube mit einem Würfelofen und zweifarbigem Täfer. Im hinteren Teil des Hauses liegt eine zweite getäferte Stube, die heute als Esszimmer genutzt wird. Die Schlafzimmer der Wohnung liegen auf der Südseite des Dachgeschosses.
Bei der Renovation der Fassade kamen bei der Entfernung des groben Besenwurf-Verputzes aus dem 20. Jahrhundert Fragmente von fünf verschiedenen Fassaden aus der Zeit zwischen 1465 und 1775 zum Vorschein. Die verschiedenen Fassungen beizubehalten und aufzuzeigen, wurde zum Leitgedanke der zwischen 2010 und 2012 durchgeführten Fassadenrestaurierung.

## Auszeichnungen und Preise
- 2014: Hase in Bronze für Capaul & Blumenthal
- 2017: Auszeichnung für gute Bauten Graubünden für Capaul & Blumenthal
- 2017: Auszeichnung – Gestaltungspreis der Wüstenrot Stiftung für Capaul & Blumenthal[4]

## Vor der Renovation

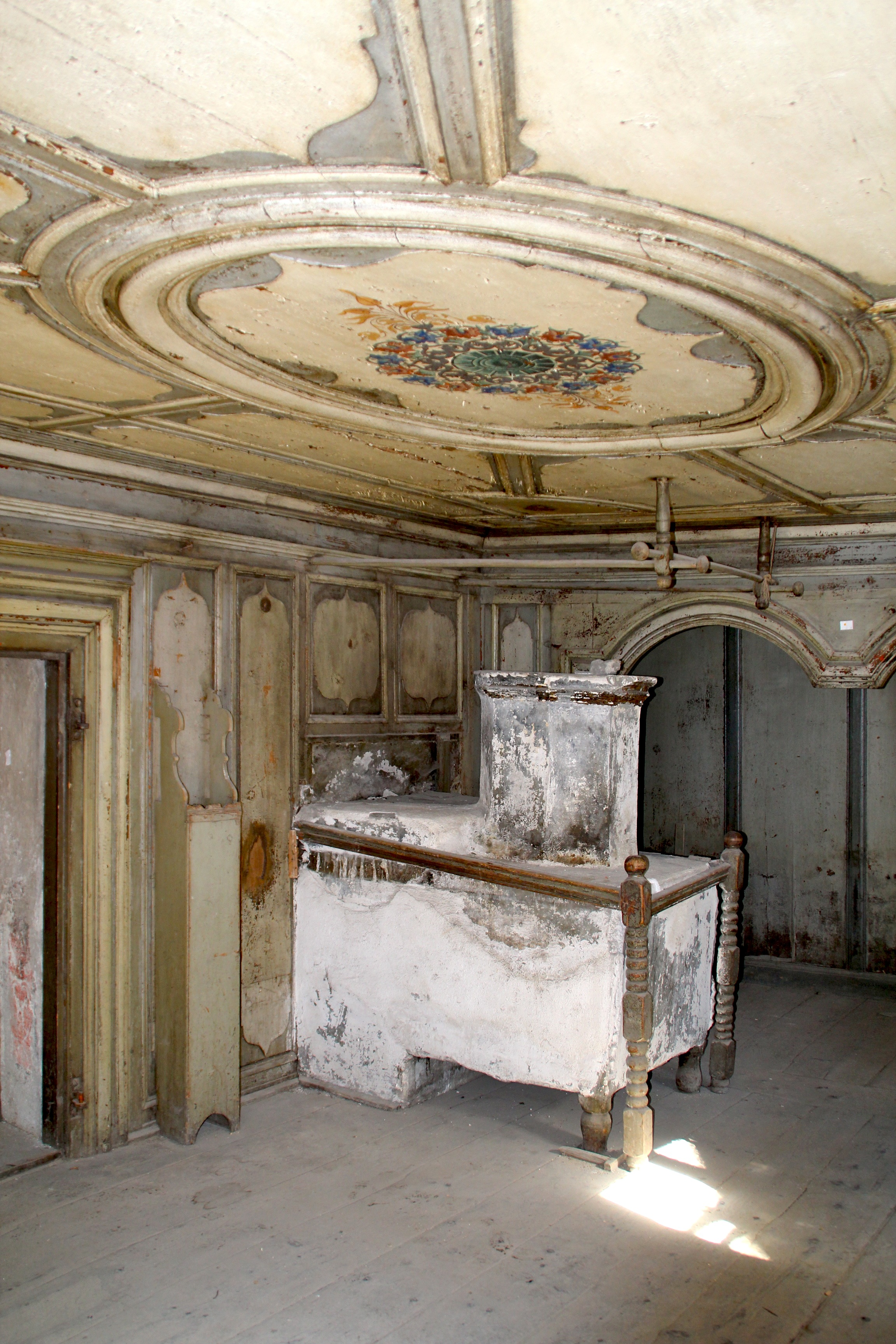
Salon im 1. Stock
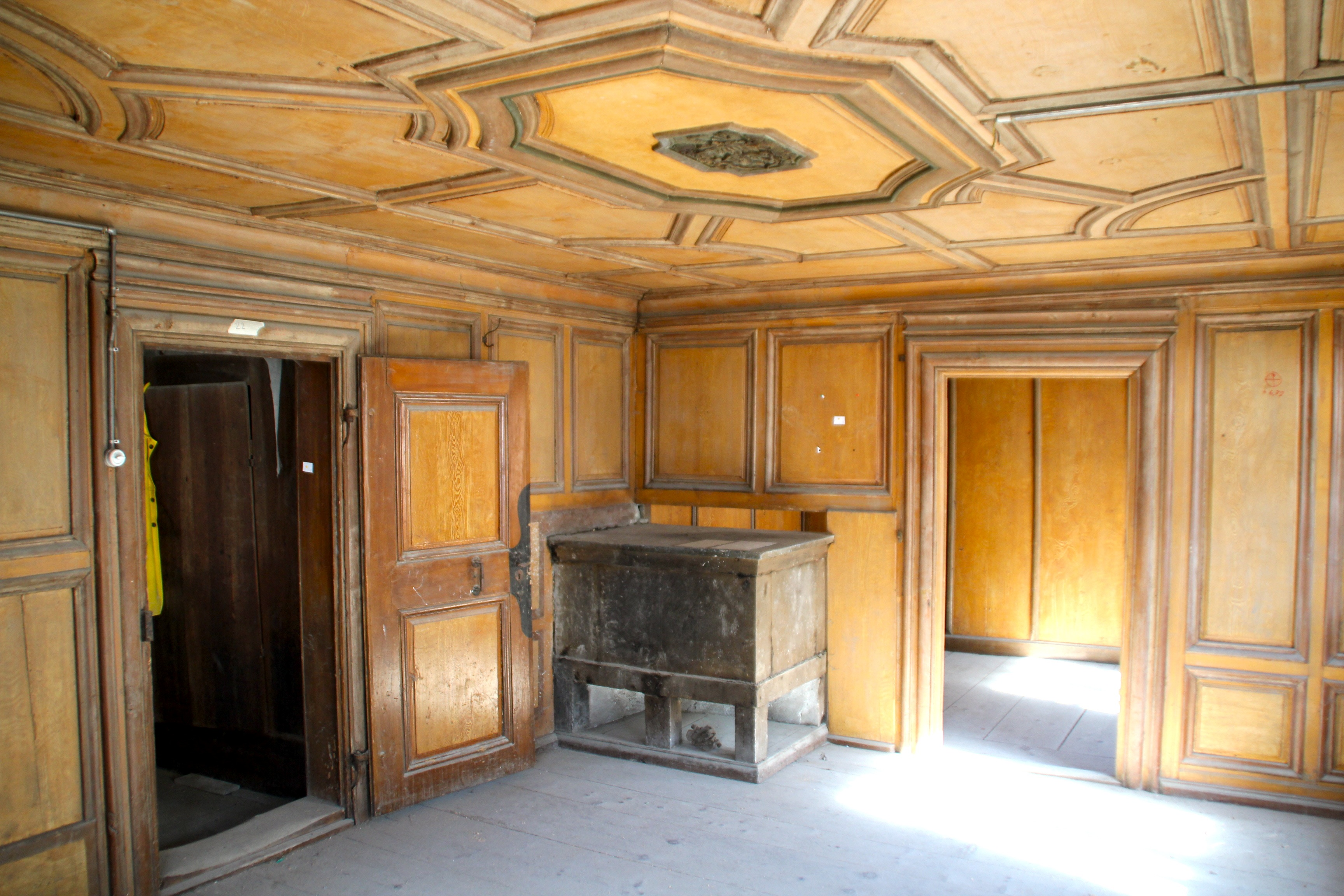
Salon im 2. Stock mit Specksteinofen
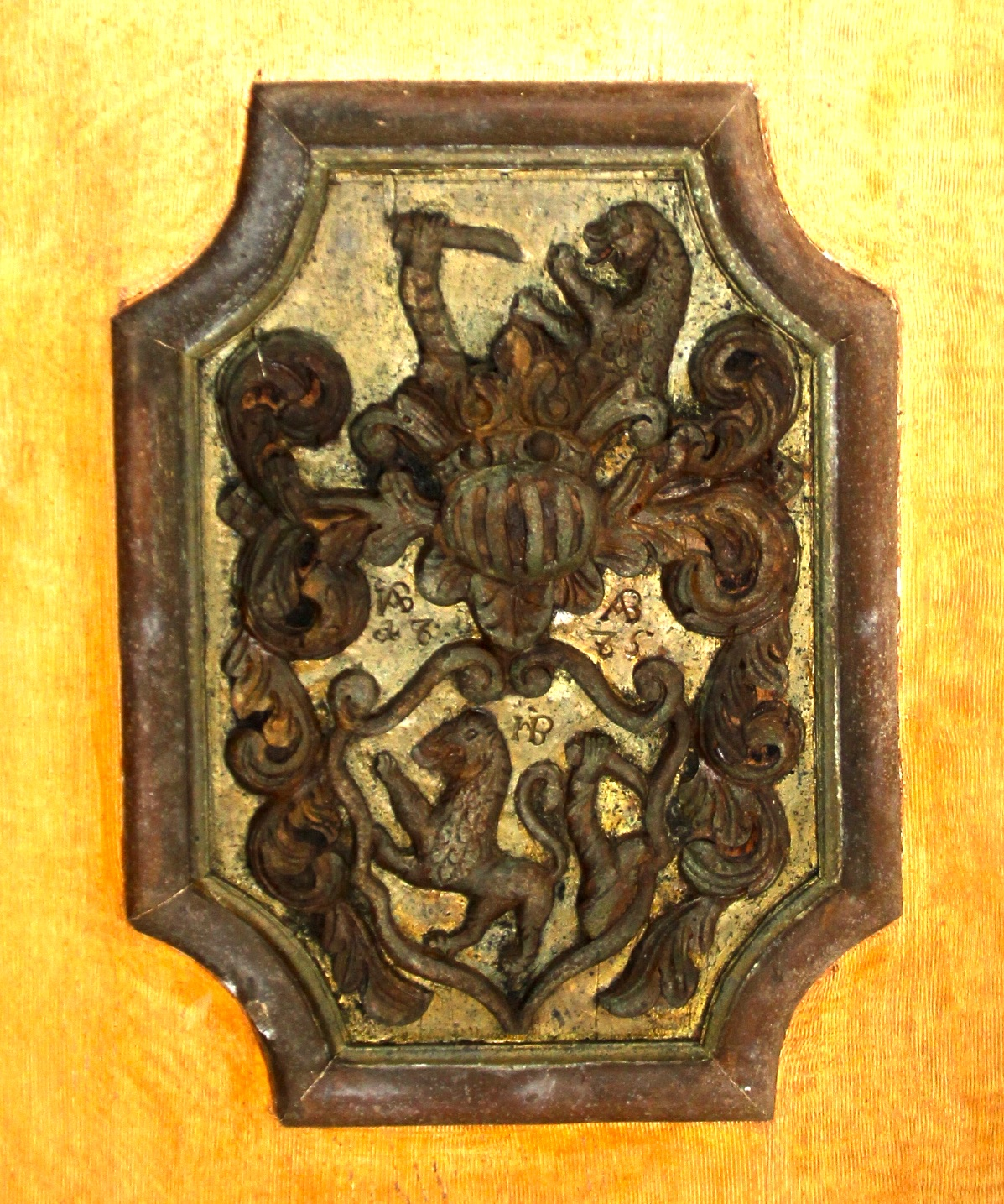
Allianzwappen Arms-Marchion
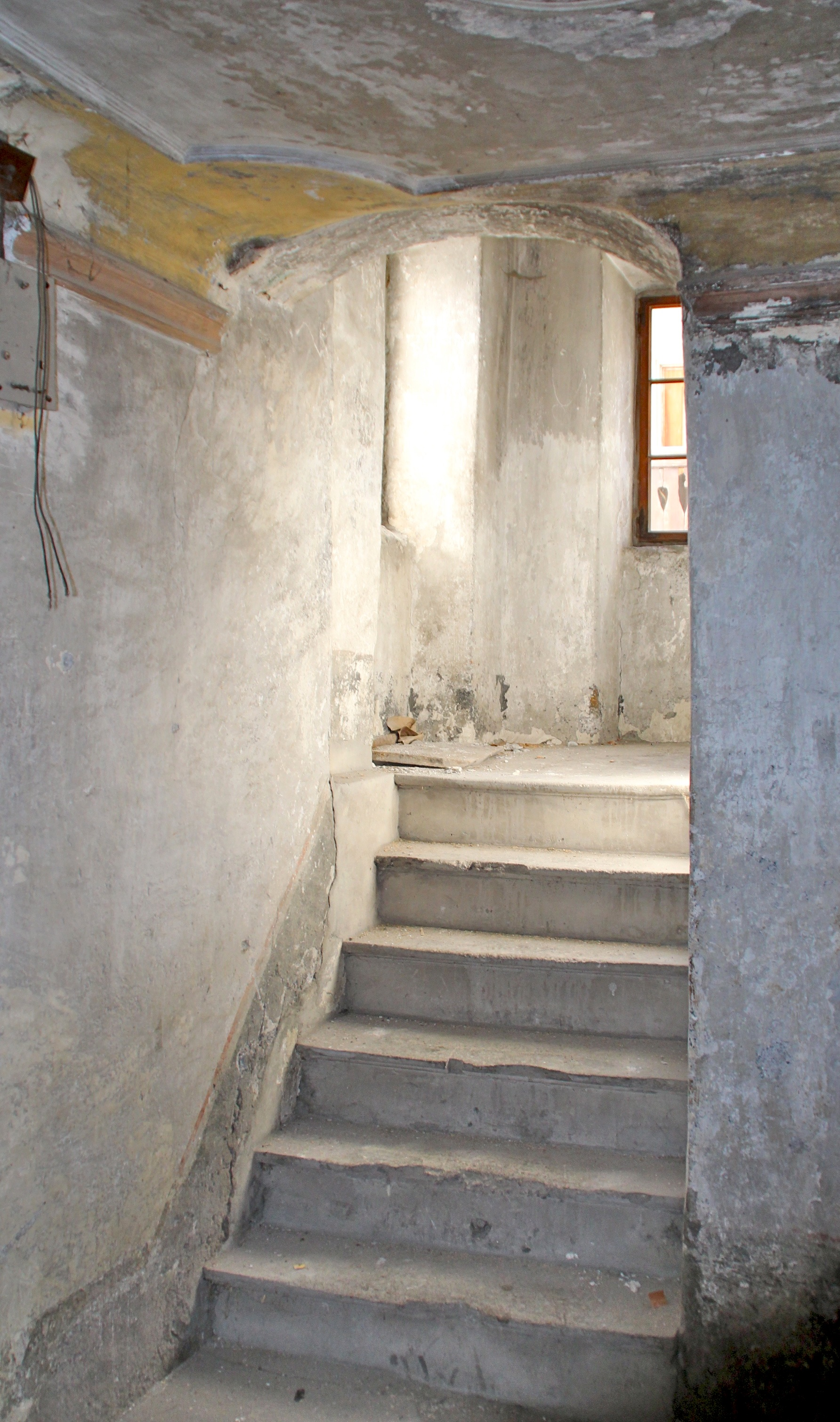
Treppenhaus
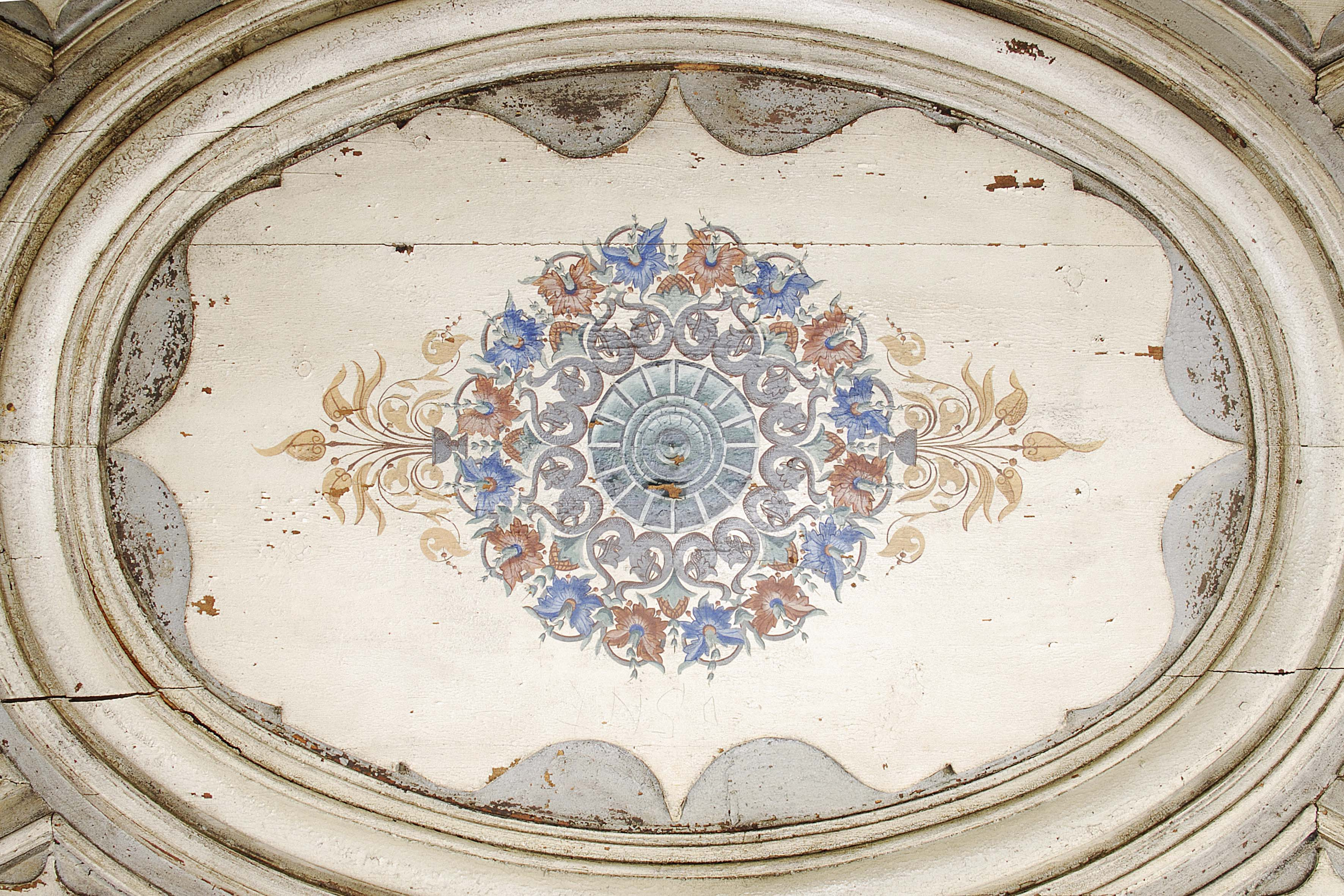
Salon 1. Stock, Deckenmalerei